# 國道344號
國道344號是以秋田縣湯澤市為起點，山形縣酒田市為終點之一般國道。

## 概要
- 距離：115.0km
- 起點：秋田縣湯澤市字南新町27番（湯澤車站前交差點 = 國道13號上、秋田縣道185號湯澤停車場線交點）
- 終點：山形縣酒田市吉田新田（上安町交差點 = 國道7號交點）* 経由地：秋田縣湯澤市、山形縣最上郡金山町、最上郡真室川町、酒田市
- 指定路段：無（共線路段外）
- 冬季閉鎖路段：無

## 共線路段
- 秋田縣湯澤市字南新町（起點） - 山形縣最上郡金山町金山：國道13號
- 山形縣酒田市觀音寺 - 山形縣酒田市市條：國道345號

## 通過行政區
- 秋田縣
  - 湯澤市
- 山形縣
  - 最上郡真室川町 - 最上郡金山町 - 最上郡真室川町 - 酒田市

## 連接路線
- 國道13號（山形縣最上郡金山町）
- 國道7號（山形縣酒田市）